# 케이트 버턴
케이트 버턴(Kate Burton, 1957년 9월 10일 ~ )은 미국의 배우이다.

## 출연 작품
- 어디갔어, 버나뎃 (2019) - 엘렌 이들슨 역
- 노엘 카워드 연극 현재의 웃음 (2017)
- 마터스 (2015)
- 베어풋 (2014)
- 마리아치 그링고 (2012)
- 리버럴 아츠 (2012)
- 2 데이즈 인 뉴욕 (2012)
- 불량 변호사 (2011)
- 캐리스 피스 (2010)
- 리멤버 미 (2010)
- 127 시간 (2010)
- 킹스 오브 애플타운 (2009)
- 스푸너 (2009)
- 할리우드 폭로전 (2008)
- 맥스 페인 (2008)
- 러브리 바이 서프라이즈 (2007)
- 퀴드 프로 쿼 (2006)
- 셰리베이비 (2006)
- 엠파이어 폴스 (2005)
- 스테이 (2005)
- 엘렌 림바우어의 일기 (2003)
- 위험한 유혹 (2002)
- 언페이스풀 (2002)
- 기회주의자 (2000)
- 셀러브리티 (1998)
- Ellen Foster (1997)
- 아이스 스톰 (1997)
- 어거스트 (1996)
- 뉴욕 광시곡 (1996)
- 미스트라이얼 (1996)
- 러브 매터스 (1993)
- 스타 만들기 (1993)
- 빅 트러블 (1986)
- 탐정 스펜서 (1985)
- 그레이트 퍼포먼스 (1972)
- 천일의 앤 (1969)

### 텔레비전
- 법과 질서 (1992, 2001-09)
- 레스큐 미 (2005-06)
- 그레이 아나토미 (2005-현재)